# Turnieje "Major" (Counter-Strike)
Turnieje „Major” w serii gier Counter-Strike – zawody rangi mistrzostw świata sponsorowane przez Valve Corporation.
Pierwotnie rozgrywane w Counter-Strike: Global Offensive, a od 2024 roku w Counter-Strike 2, będącym aktualizacją poprzedniej wersji gry.

## Historia
Pierwszy turniej rangi mistrzowskiej nosił nazwę DreamHack Winter 2013 i odbył się w dniach 28–30 listopada 2013 roku w Jönköping. W rozgrywkach wzięło udział 16 drużyn, które walczyły o pulę nagród wynoszącą 250 000 USD. W finale zespół Fnatic pokonał Ninjas in Pyjamas 2-1 (Dust2 16-14, Inferno 6-16, Train 16-2), zostając pierwszym zwycięzcą w historii.
Począwszy od odbywającego się na przełomie marca i kwietniu 2016 roku MLG Columbus 2016 wzrosła pula nagród do miliona dolarów.
W 2018 roku rozszerzono liczbę drużyn uczestniczących w rozgrywkach z 16 do 24, poprzez wprowadzenie fazy pretendentów. Eleague Major: Boston 2018 był pierwszym turniejem, w którym zastosowano nowy format rozgrywek.
Pula nagród podczas PGL Major Stockholm 2021 wyniosła rekordowe dwa miliony dolarów – była to jednorazowa sytuacja. Natomiast od zorganizowanego na przełomie października i listopada 2022 roku IEM Rio Major 2022 pula nagród wzrosła i wynosi obecnie 1,25 miliona dolarów.

## Lista turniejów
| Lp.                              | Turniej                           | Data                  | Organizator   | Miasto          | Zwycięzca         | Wynik | 2. miejsce        | Najlepszy zawodnik                  | Źródła       |
| -------------------------------- | --------------------------------- | --------------------- | ------------- | --------------- | ----------------- | ----- | ----------------- | ----------------------------------- | ------------ |
| Counter-Strike: Global Offensive |                                   |                       |               |                 |                   |       |                   |                                     |              |
| 1                                | DreamHack Winter 2013             | 28.11.2013-30.11.2013 | DreamHack     | Jönköping       | Fnatic            | 2-1   | Ninjas in Pyjamas | Jesper „JW” Wecksell                | [ 6 ] [ 2 ]  |
| 2                                | EMS One Katowice 2014             | 13.03.2014-16.03.2014 | ESL           | Katowice        | Virtus.pro        | 2-0   | Ninjas in Pyjamas | Jarosław „pashaBiceps” Jarząbkowski | [ 6 ] [ 7 ]  |
| 3                                | ESL One Cologne 2014              | 14.08.2014-17.08.2014 | ESL           | Kolonia         | Ninjas in Pyjamas | 2-1   | Fnatic            | Adam „friberg” Friberg              | [ 6 ] [ 8 ]  |
| 4                                | DreamHack Winter 2014             | 27.11.2014-29.11.2014 | DreamHack     | Jönköping       | LDLC              | 2-1   | Ninjas in Pyjamas | Vincent „Happy” Schopenhauer        | [ 6 ] [ 9 ]  |
| 5                                | ESL One Katowice 2015             | 12.03.2015-15.03.2015 | ESL           | Katowice        | Fnatic            | 2-1   | Ninjas in Pyjamas | Olof „olofmeister” Kajbjer          | [ 6 ] [ 10 ] |
| 6                                | ESL One Cologne 2015              | 20.08.2015-24.08.2015 | ESL           | Kolonia         | Fnatic            | 2-0   | Team EnVyUs       | Robin „flusha” Rönnquist            | [ 6 ] [ 11 ] |
| 7                                | DreamHack Cluj-Napoca 2015        | 28.10.2015-01.11.2015 | DreamHack     | Kluż-Napoka     | Team EnVyUs       | 2-0   | Natus Vincere     | Kenny „kennyS” Schrub               | [ 6 ] [ 12 ] |
| 8                                | MLG Columbus 2016                 | 29.03.2016-03.04.2016 | MLG           | Columbus        | Luminosity        | 2-0   | Natus Vincere     | Marcelo „coldzera” David            | [ 6 ] [ 3 ]  |
| 9                                | ESL One Cologne 2016              | 05.07.2016-10.07.2016 | ESL           | Kolonia         | SK Gaming         | 2-0   | Team Liquid       | Marcelo „coldzera” David            | [ 6 ] [ 13 ] |
| 10                               | Eleague Major: Atlanta 2017       | 22.01.2017-29.01.2017 | Eleague       | Atlanta         | Astralis          | 2-1   | Virtus.pro        | Markus „Kjaerbye” Kjærbye           | [ 6 ] [ 14 ] |
| 11                               | PGL Major: Kraków 2017            | 16.07.2017-23.07.2017 | PGL           | Kraków          | Gambit            | 2-1   | Immortals         | Dauren „AdreN” Kystaubajew          | [ 6 ] [ 15 ] |
| 12                               | Eleague Major: Boston 2018        | 12.01.2018-28.01.2018 | Eleague       | Atlanta, Boston | Cloud9            | 2-1   | FaZe Clan         | Tarik „tarik” Celik                 | [ 6 ] [ 4 ]  |
| 13                               | Faceit Major: Londyn 2018         | 05.09.2018-23.09.2018 | Faceit        | Londyn          | Astralis          | 2-0   | Natus Vincere     | Nicolai „device” Reedtz             | [ 6 ] [ 16 ] |
| 14                               | IEM Katowice 2019                 | 13.02.2019-03.03.2019 | ESL           | Katowice        | Astralis          | 2-0   | ENCE              | Emil „Magisk” Reif                  | [ 6 ] [ 17 ] |
| 15                               | StarLadder Major Berlin 2019      | 23.08.2019-08.09.2019 | StarLadder    | Berlin          | Astralis          | 2-0   | AVANGAR           | Nicolai „device” Reedtz             | [ 6 ] [ 18 ] |
|                                  | ESL One: Rio 2020                 | 09.11.2020-22.11.2020 | ESL           | Rio de Janeiro  | –                 | –     | –                 | –                                   | [ 6 ] [ 19 ] |
| 16                               | PGL Major Stockholm 2021          | 26.10.2021-07.11.2021 | PGL           | Sztokholm       | Natus Vincere     | 2-0   | G2 Esports        | Ołeksandr „s1mple” Kostylew         | [ 6 ] [ 20 ] |
| 17                               | PGL Major Antwerp 2022            | 09.05.2022-22.05.2022 | PGL           | Antwerpia       | FaZe Clan         | 2-0   | Natus Vincere     | Håvard „rain” Nygaard               | [ 6 ] [ 21 ] |
| 18                               | IEM Rio Major 2022                | 31.10.2022-13.11.2022 | ESL           | Rio de Janeiro  | Outsiders         | 2-0   | Heroic            | Dzhami „Jame” Ali                   | [ 6 ] [ 22 ] |
| 19                               | Blast Paris Major 2023            | 08.05.2023-21.05.2023 | Blast         | Paryż           | Team Vitality     | 2-0   | GamerLegion       | Mathieu „ZywOo” Herbaut             | [ 6 ] [ 23 ] |
| Counter-Strike 2                 |                                   |                       |               |                 |                   |       |                   |                                     |              |
| 20                               | PGL Major Copenhagen 2024         | 17.03.2024-31.03.2024 | PGL           | Kopenhaga       | Natus Vincere     | 2-1   | FaZe Clan         | Justinas „jL” Lekavicius            | [ 6 ] [ 24 ] |
| 21                               | Perfect World Shanghai Major 2024 | 30.11.2024-15.12.2024 | Perfect World | Szanghaj        | Spirit            | 2-1   | FaZe Clan         | Danił „donk” Kryszkowiec            | [ 6 ] [ 25 ] |
| 22                               | Blast Austin Major 2025           | 03.06.2025-22.06.2025 | Blast         | Austin          | Team Vitality     | 2-1   | The MongolZ       | Mathieu „ZywOo” Herbaut             | [ 6 ] [ 26 ] |
| 23                               | StarLadder Budapest Major 2025    | 24.11.2025-14.12.2025 | StarLadder    | Budapeszt       |                   |       |                   |                                     | [ 6 ] [ 27 ] |

### Zawodnicy
- Peter „dupreeh” Rasmussen jest jedynym graczem, którzy wygrywał turnieje rangi mistrzowskiej pięciokrotnie
- Peter „dupreeh” Rasmussen, Nicolai „device” Reedtz, Andreas „Xyp9x” Højsleth, Emil „Magisk” Reif oraz Lukas „gla1ve” Rossander są jedynymi graczami trumfującymi na trzech kolejnych turniejach z rzędu
- Danił „donk” Kryszkowiec jest najmłodszym zwycięzcą oraz najmłodszym „najlepszym zawodnikiem turnieju” w historii – dokonał tego, zwyciężając Perfect World Shanghai Major 2024 w wieku 17 lat i 324 dni[28]
- Danił „donk” Kryszkowiec uzyskał podczas Perfect World Shanghai Major 2024 najwyższy rating w historii rozgrywek – 1.49[28]
- Dan „apEX” Madesclaire, zwyciężając Blast Austin Major 2025, został w wieku 32 lat i 120 dni najstarszym zwycięzcą rozgrywek
- Håvard „rain” Nygaard, zwyciężając PGL Major Antwerp 2022, został w wieku 27 lat i 269 dni najstarszym graczem nagrodzonym tytułem „najlepszego zawodnika turnieju”[29]
- Marcelo „coldzera” David, Nicolai „device” Reedtz oraz Mathieu „ZywOo” Herbaut są jedynymi graczami dwukrotnie nagrodzonymi tytułem „najlepszego zawodnika turnieju”
- Finn „karrigan” Andersen oraz Dan „apEX” Madesclaire są graczami, którzy uczestniczyli w największej liczbie turniejów – 20[30]
- Finn „karrigan” Andersen jest zawodnikiem, który rozegrał najwięcej map – 182 – oraz najwięcej rund – 4632[31]
- Peter „dupreeh” Rasmussen jest autorem największej liczby eliminacji – 3045[31]